# Pulpit Friction
Pulpit Friction («Проповеднические разногласия») — восемнадцатый эпизод двадцать четвёртого сезона мультсериала «Симпсоны». Выпущен 28 апреля 2013 года в США на телеканале «FOX».

## Сюжет
После того, как диван Симпсонов ломается (причину см. в сцене на диване), Гомер заказывает новый диван из Бруклина. В диване находились клопы, которых Симпсоны не замечают, и вскоре клопы распространяются по всему Спрингфилду. Преподобному Лавджою не удаётся успокоить горожан, поэтому священник его исключает из церкви, а место Лавджоя занимает преподобный Элайджа Хупер. Он рассказывает спрингфилдцам про поп-культуру, и все начинают его ценить. В это время Мардж перебирает одежду из химчистки и замечает, что её свадебное платье пропало и в данный момент находится у Красти. Но Красти говорит, что уже выбросил платье. К счастью для Мардж, Лиза находит его.
Гомер и Хупер быстро сближаются, и Хупер предлагает Гомеру стать дьяконом. Тот соглашается. Барту становится грустно из-за того, что у отца нет на него времени. Вместе с Фландерсом Барт едет в магазин джакузи, где Лавджой и работает. Экс-преподобный отказывается возвращаться. Тогда Барт покупает мёртвых клопов и делает дорожку, по которой лягушки направляются в город. Ни люди, ни даже Хупер не могут ничего поделать. Но в последний момент появляется Лавджой и спасает положение: его речь усыпила лягушек. Он возвращается к должности преподобного.

## Отношение критиков и публики
Во время премьерного показа эпизод просмотрело около 4.54 миллионов человек 18-49 лет, он получил рейтинг 2.1 и стал вторым по просматриваемости (первый — «Гриффины», «Total Recall»).
Оценки от телевизионных критиков были положительными. Так, Роберт Дэвид Салливан из «The A.V. Club» дал оценку «B» со словами: «Как говорила Мардж в этом эпизоде, „ничто так не сплачивает Спрингфилд, как беда“. Насчёт города она неправа, но насчёт сериала — права. Две хорошие вещи, на которые приятно смотреть в 24 сезоне — это музыкальные номера и беда в Спрингфилде». Тереза Лопез из «TV Fanatic» дала эпизоду три звезды из пяти, пояснив: «Если не учитывать абсолютно ненужный сюжет с пропавшим свадебным платьем Мардж, эпизод был неплохим и диалоги — смешными».

## Последнее появление
В этой серии в последний раз появилась Эдна Крабаппл.